# 번건
번건(樊建, ? ~ ?)은 중국 삼국시대 촉나라의 신하이며, 자는 장원(長元)이다.

## 생애

### 촉한의 신하로서의 행적
황호(黃皓)가 정사를 농단할 때 유일하게 황호와 왕래하지 않았다고 한다. 251년 오나라에 사신으로 갔을 때, 제갈각(諸葛恪)은 고아(高雅)한 성품이 종예(宗預)보다 낫다고 평가했다.
261년 강유(姜維)가 과도한 원정으로 나라를 피폐하게 하는 것을 우려하여 제갈첨(諸葛瞻), 동궐(董厥)과 함께 염우(閻宇)로 하여금 강유를 대신하게 할 것을 아뢰었으나 받아들여지지 않았다.
촉나라가 멸망한 후, 위나라에 의해 열후(列侯)에 봉해졌다. 264년 유선(劉禪)을 따라 낙양으로 와서 상국(相國)을 보좌하는 참군(參軍)이 되었고, 산기상시(散騎常侍)를 겸하였다.

### 서진의 신하로서의 행적
273년 의랑(議郞) 단작(段灼)이 사마염에게 상소를 올려 등애(鄧艾)가 억울하게 죽은 것을 거론하며 등애를 신원하고 그 후손들을 등용할 것을 청하였다. 그러나 이를 받아들일 경우 아버지 사마소가 잘못된 명령을 내렸다고 인정하는 것이 되기 때문에 사마염은 쉽게 결단을 내리지 못했다.
당시 번건은 급사중(給事中)이었는데, 사마염이 번건에게 제갈량(諸葛亮)이 촉나라를 다스린 일을 전해 듣고 탄복하면서 제걀량과 같은 사람을 신하로 삼길 원하였다. 번건은 사마염에게 “등애가 억울하게 죽은 것을 알고도 바로잡지 않는데, 제갈량 같은 사람을 얻었다고 해도 어찌 제대로 기용할 수 있겠습니까”라고 아뢰었다. 사마염은 번건이 자신을 일깨웠다고 칭찬하고 등애의 맏손자 등랑(鄧郞)을 낭중(郞中)에 임명하였다.

## 같이 보기
- 삼국지 인물 목록